# 제7군 (미국)
미국 제7군(Seventh United States Army; SUSA)은 제2차 세계 대전 중에서 서부 전선 남쪽에서 활약한 미국 육군의 야전군이었다. 표어는 "Pyramid of Power→힘의 피라미드"

## 역사

### 제2차 세계 대전

#### 북아프리카

제1기갑군단의 SSI

1940년 7월 15일, 전쟁부가 "제1기갑군단(1(I) Armored Corps)"을 편성하고 포트 녹스에서 에드나 R. 채프 Jr. 소장을 군단장으로 임명하여 창설하였다. 그는 그 해 11월에 건강 문제로 퇴역하였고 후임 군단장으로 찰스 L. 스콧트 소장이 임명되었다. 11월 20일, 어깨 소매 인식표를 부여받았다.
1942년 1월 15일 조지 S. 패튼 소장이 군단장에 임명되고, 같은 달에 조지아주 포트 배닝으로 본부가 옮겨졌다. 3월 26일, 패튼 장군은 군단을 북아프리카 전역에 전개할 수 있도록 준비를 갖추기 위해 남부 캘리포니아주와 서부 애리조나주 사이에 있는 모하비 사막을 바탕으로 캠프 영과 사막훈련소를 세웠다. 그리고 그 곳에서 4월 10일부터 4월 30일까지 사막에 적응하는 훈련을 마쳤다.
9월 11일, 제1기갑군단은 횃불 작전을 위한 전술 위장으로서 일시적으로 웨스턴 태스크 포스(Western Task Force)로 개명하고 작전이 개시되자, 11월 8일 카사블랑카 근처에 상륙하였다. 1943년 1월 9일 전술 위장을 끝내고 제1기갑군단으로 돌아갔다. 조지 패튼 소장은 제2군단장으로 임명되었다.
1943년 3월 4일, 새로이 제1기갑군단장이 된 롤로이드 프리덴달 소장이 캐서린 고개 전투에서 패배하였다. 그는 군단장에서 경질되었고, 조지 패튼 중장은 4월 15일에 오마르 넬슨 브레들리 LTG에게 제2군단을 넘기고 제1기갑군단으로 돌아왔다. 6월 23일, 제7군 어깨 소매 인식표를 부여받고, 허스키 작전에 참가하여 작전개시일 7월 10일에 시칠리아 해변에서 제7군으로 재편성되었다. 그리고 새로 창설된 제15군집단의 미국측 야전군으로서 영국 제8군과 함께 제2군단과 임시군단을 이끌고 시칠리아에 상륙하였다.

#### 유럽
7월 22일, 시칠리 남부에 상륙하여 팔레르모로 본부를 옮겼다. 8월 16일에는 영국 제8군과 같이 메시나를 점령하였다.
1946년 3월 31일에 독일에서 해산하였다.

### 냉전
조지아 주, 애틀랜타에서 1946년 6월 11일부터1947년 6월 11일까지 잠시 동안 재소집되었다.
냉전이 시작된지 얼마안된 1950년 11월 24일, 정규군으로 배정받고 독일 Vaihingen에서 재차 소집되었다. 1966년 프랑스의 NATO 탈퇴로 프랑스에 주둔하던 모든 NATO가 독일로 옮겨갔는데, 7군은 하이델베르크로 본부를 옮겼다.
1967년 1월 9일, 육군부 NR DA796059 명령에 따라 미국 유럽 육군과 제7군의 참모진이 합쳐져 미국 유럽 육군 및 제7군, 본부 및 본부중대가 되었다. 1968년에 들어서 독일에 주둔하던 많은 부대가 유사시 본토에서 주둔하고 있다가 유럽에 긴급 상황이 발생할 경우, 신속한 전개를 할 목적으로 발효된 REFORGER 연습(Return of Forces from Germany)을 위해 많은 예하 부대가 통제권을 벗어났다. 이 연습은 독일의 재통일이 이루어지고 바르샤바 조약 기구가 해체되는 1993년까지 연례 FTX로서 실시되었다.
1968년 10월 28일, 제7군은 고유 부대 인식표를 수여받았다.
1992년 3월 18일, 제7군단이 유럽을 벗어나 미국 본토로 귀환하여 포트 맥퍼슨에서 해산하였다.

### 21세기
2010년 4월 17일, 제7군 본부 및 본부 중대가 미국 유럽 육군에 합병되어 미국 유럽 육군, 본부 및 본부대대로 재편성되고, 이듬해 2011년 1월 21일 미국 유럽 육군에서 제7군의 모든 타이틀이 분리되었다.

## 부대

### 제1기갑군단
- 제3보병사단; 1943년 2월 1일 ~ 7월 15일
- 제9보병사단; 1943년 3월
- 제2기갑사단

### 제7군
- 제2군단

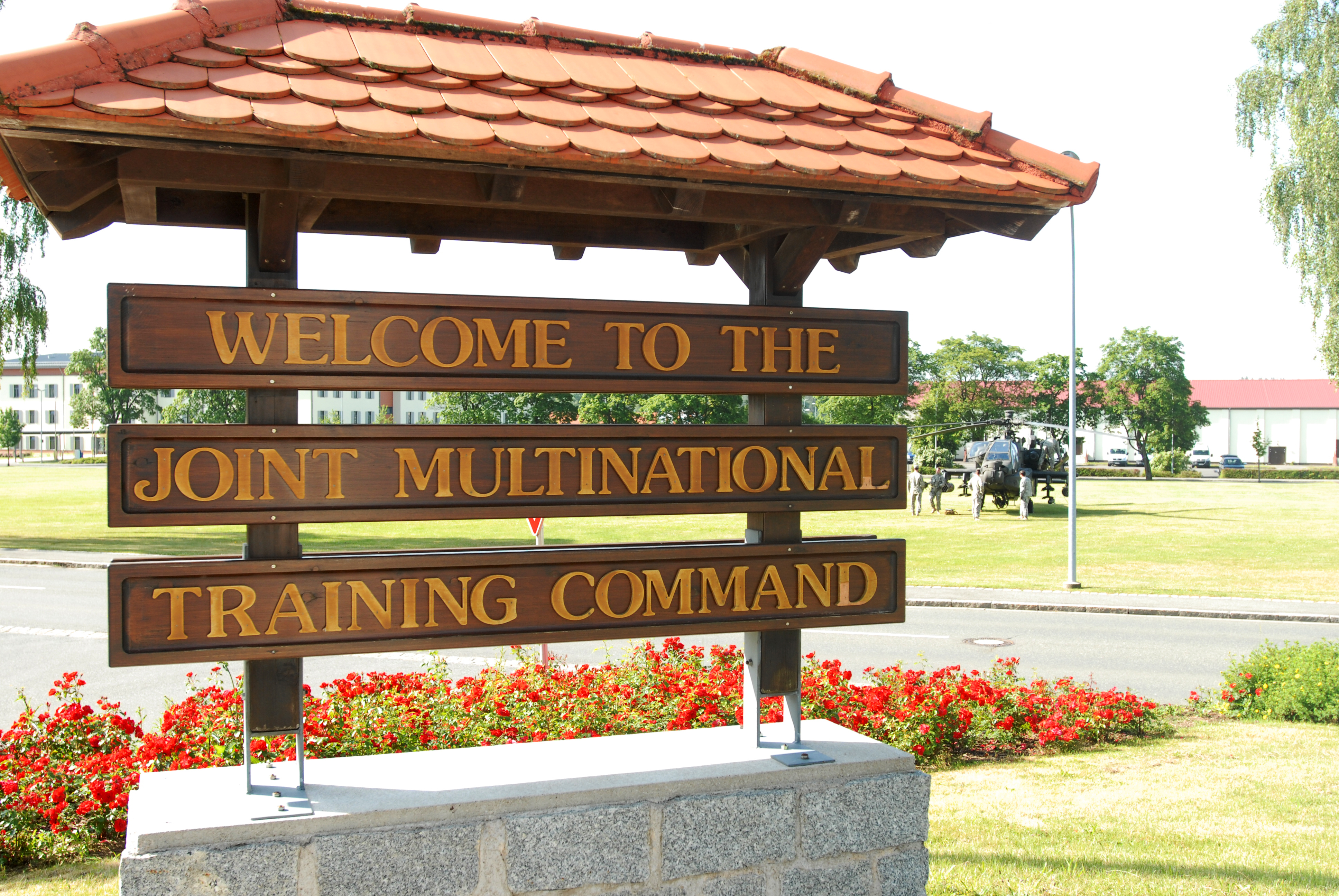
2015년 6월 25일에 촬영된 JMTC 간판

- 제5(VI)군단; 1952년 ~ 2013년 9월 15일
- 제6(VI) 군단; 1945년 ~ 1946년, 해산
- 제7(VII)군단; 1952년 ~ 1992년 4월
- 제13(XIII)군단; (시기불명), 해산
- 제19(XIX)군단; 1945년 6월 15일 ~ 7월 20일, 해산
- 제21(XXI)군단; 1945년 1월 13일 ~ ?, 2월 16일 ~ ?
- 제23(XXIII)군단; (시기불명), 해산
- 제25(XXIII)군단; 1944년 9월 29일 ~ 1945년 5월 8일, VE 데이 해산
- 제3기갑기병연대; ? ~ 1968년
- 제302통신대대; (시기불명)
- 제7군 본부
  - 본부중대
  - 제7877부대/항공정찰지원중대
  - 항공훈련소
  - 부사관학교
  - 장병 합창단
  - 심포니 오케스트라단
  - 제7군 합동다국적훈련사령부; 1976년 7월 1일 ~ 현재
  - 제10특전단; 1950년 ~ 1968년, 1대대만 남고 본토 귀환
- 제7군 특수병력본부; 1943년 7월 10일 ~ 1965년 9월 25일
  - 군악대
  - 제5심리전중대 (L&L)
  - 제14항공중대 (ATC)
  - 제19th Met 파견대
  - 제30군무부대 (우편)
  - 제36군무부대 (MR)
  - 제60항공중대
  - 제85수송중대 (차량)
  - 제427방첩파견대
  - 제500공병파견대 (Util)
- 제7군 군수본부
  - 제7군 지원사령부; 1958년 ~ 1970년
  - 비축물통제소 (SCC)
  - 재고통제소 (ICC)
- 제7군 예비군사령부; 1956년 ~ 현재

#### 1952년 1월 31일
- 제7군 포병대
  - 제34대항공기포병여단
  - 제12대항공기포병단
  - 제242대항공기포병단
  - 제8대항공기포병단
- 제7군 공병대
  - 제11공병전투단
  - 제403공병기지창
  - 제555공병전투단
- 제7군 특수병력대
  - 제2병참단
  - 제7병참단
  - 제10수송단 (고속도로)
  - 제47병기단
  - 제50병기단
  - 제1화학대대
  - 제451화학대대 (화학연막생성)
  - 제40통신건설대대
  - 제97통신작전대대
  - 제315통신건설대대
  - 제175헌병대대
  - 제532헌병근무대대
  - 제31의무단
  - 제95의무단
- 제5(V)군단
  - 제5군단 포병대
  - 제1보병사단
  - 제2기갑사단
  - 제4보병사단
  - 제2기갑기병연대
  - 제14기갑기병연대
  - 제15경찰전대
  - 제24경찰전대
  - 제371기갑보병대대
  - 제373기갑보병대대
  - 제37공병전투단
  - 제322통신대대
  - 제38수송대대
  - 제122수송대대
  - 제36의무대대
- 제7(VII)군단
  - 제7군단 포병대
  - 제28보병사단
  - 제43제사단
  - 제6기갑기병연대
  - 제321통신대대
  - 제115공병전투단
  - 제211의무대대

## 역대 사령관
| # | 사진 | 성명                                         | 취임일          | 이임일          |
| - | ---- | -------------------------------------------- | --------------- | --------------- |
| 1 |      | MG Adna R. Chaffee, Jr. (에드나 R. 채프 Jr.) | 1940년 7월 15일 | 1940년 11월     |
| 2 |      | MG Charles L. Scott (찰스 L. 스콧트)         | 1940년 11월     | 1942년 1월 14일 |
| 3 |      | MG George S. Patton (조지 S. 패튼)           | 1942년 1월 15일 | 1943년 3월 3일  |
| 4 |      | MG Lloyd fredendall (롤로이드 프리덴달)      | 1943년 3월 4일  | 1943년 4월 15일 |
| 5 |      | LTG George S. Patton (조지 S. 패튼)          | 1943년 4월 15일 | 1943년 7월 9일  |

| #  | 사진 | 성명                                           | 취임일          | 이임일           |
| -- | ---- | ---------------------------------------------- | --------------- | ---------------- |
| 1  |      | LTG George S. Patton (조지 S. 패튼)            | 1943년 7월 10일 | 1944년 1월       |
| 2  |      | LTG Mark W. Clark (마크 웨인 클라크)           | 1944년 1월      | 3월              |
| 3  |      | LTG Alexander Patch (알렉산더 패치)            | 1944년 3월      | 1945년           |
| 4  |      | General Wade H. Haislip (웨이드 H. 하이슬립)   | 1945년 6월      | 8월              |
| 5  |      | General Geoffrey Keyes (조프리 키예스)         | 1945년          | 1946년           |
| 6  |      | General Oscar Griswold (오스카 그리스울드)     | 1946년 6월 11일 | 1947년 3월 15일  |
| 7  |      | LTG Menton S. Eddy (맨톤 S. 에디)              | 1950년 8월      | 1952년 8월       |
| 8  |      | LTG Charles L. Bolte (찰스 L. 볼테)            | 1952년 8월      | 1953년 3월       |
| 9  |      | LTG (윌리엄 M. 호지)                           | 1953년 3월      | 1953년 9월       |
| 10 |      | LTG Anthony A. McAuliffe (앤서니 C. 맥얼리프)  | 1953년 9월      | 1955년           |
| 11 |      | GEN Henry I. Hodes (헨리 I. 호드스)            | 1955년 2월 1일  | 1956년 5월 1일   |
| 12 |      | GEN Clyde Davis Eddleman (클라이드 D. 에들먼)  | 1956년 5월 1일  | 1959년 4월 1일   |
| 12 |      | GEN Bruce C. Clarke (브루스 C. 클라크)         | 1959년 4월 1일  | 1960년 10월 20일 |
|    |      | GEN Garrison H. Davidso (게리슨 H. 데이비드슨) | 1960년 7월 1일  | 1961년 3월 30일  |
|    |      | GEN Francis W. Farrell (프란시스 W. 파렐)      | 1961년 4월 1일  | 1962년 3월 30일  |
|    |      | LTG (존 코그스웰 오크스)                       | 1962년 4월 1일  | 1963년           |
|    |      | GEN Hugh P Harris (휴 P. 헤리스)               | 1963년          | 1964년           |
|    |      | GEN William W. Quinn (윌리엄 W. 퀸)            | 1964년          | 1966년 2월 30일  |

## 기록

### 소속
- 제15군집단, 1943년
- 미국 유럽 육군, 1950년

### 계보
- 1940년 7월 15일, Headquarters, I Armored Corps
→제1(I)기갑군단, 본부
- 1943년 2월 25일, Headquarters and Headquarters Company, Seventh Army
→제7군, 본부 및 본부중대
- 1950년 11월 24일, 정규군 배정
- 1965년 9월 25일, 제7군, 특수병력, 본부를 제7군, 본부 및 본부중대에 병합함.

별지
- 1943년 2월 25일, Headquarters, Special Troops, Seventh Army
→제7군, 특수병력, 본부
- 1950년 11월 24일, 정규군 배정

### 전역
| 스트리머                   | 내역                                                                                   |
| -------------------------- | -------------------------------------------------------------------------------------- |
| 제2차 세계 대전, 유럽 전구 | - 시칠리아 - 로마-아르노 - 오드프랑스 - 남프랑스 - 라인란트 - 안데스-알자스 - 중앙유럽 |

## 참고

### 인용
1. ↑  “1st Armored Corps” (영어). 문장학 연구소. 2014년 7월 14일에 원본 문서에서 보존된 문서. 2014년 6월 9일에 확인함.
2. ↑  Needles Field Office (2011년 3월 25일). “General Patton, World War II Desert Training Center” (영어). Califonia Bureau of Land Management. 2015년 7월 15일에 원본 문서에서 보존된 문서. 2011년 5월 21일에 확인함.
3. 1 2 3  “Seventh US Army” (영어). 문장학 연구소. 2014년 7월 14일에 원본 문서에서 보존된 문서. 2014년 6월 9일에 확인함.
4. ↑  Axlerod, Alan; Phillips, Charles (1998). 〈PATTON, George Smith〉. 《The Macmillan Dictionary of Military Biography》 (영어). New York: Macmillan Publishers. 339쪽. ISBN 0-02-861994-3.
5. ↑  “General Orders No. 18” (PDF) (영어). Washington D.C.: Department of The Army. 2006년 10월 16일. 2019년 1월 26일에 원본 문서 (PDF)에서 보존된 문서. 2020년 1월 5일에 확인함.
6. ↑  Carter 2015, 75쪽.

### 자료
- “Headquarters and Headquarters Battalion United States Army Europe”. 미국 육군 역사관. 2013년 3월 22일. 2014년 7월 15일에 원본 문서에서 보존된 문서. 2014년 6월 10일에 확인함.
- Carter, Donald A. (2015). “Forging the Shield: The U.S. Army in Europe, 1951–1962” (PDF). 워싱턴 D.C.: Center of Military History. 2017년 12월 1일에 원본 문서 (PDF)에서 보존된 문서. 2020년 1월 4일에 확인함.